# Саксаул зайсанский
Саксау́л зайса́нский (лат. Halóxylon ammodéndron) — вид древесного растения рода Саксаул (Haloxylon) подсемейства Маревые (Chenopodioideae) семейства Амарантовые ( Amaranthaceae).

## Распространение и экология
Наиболее типичные местообитания — долинообразные понижения и котловины бугристых песков, долины и русла старых рек. Менее мощными кустами встречается на такырах, такыровидных сероземах.
В пустыне Каракум обычными спутниками в лесах являются сведа дуголистная (suaeda lipskyi), бассия иранская (bassia odontoptera), лондезия пушистоцветковая (bassia eriantha), подорожникоцветник колосистый (psylliostachys spicata), арнебия лежачая (arnebia decumbens), мортук (eremopyrum), костер кровельный (bromus tectorum). На супесчано-глинистых солонцеватых и гипсоносных равнинах (кырах) в виде кустарника составляет примесь к полыни белой (artemisia herba-alba), солянке Рихтера (salsola richteri), солянке деревцевидной (salsola arbuscula Pall.), солянке восточной (salsola rigida Pall.),  полыни белоземельной (artemisia terrae-albae).
В пустыне Кызылкум растёт вместе с тамариксом (tamarix), полынью белоземельной (artemisia terrae-albae), осокой раздутой (carex physodes), солянкой ранней (salsola praecox), солянкой прозрачной (salsola pellucida Litv.), солянкой натронной (salsola nitraria Pall.), солянкой шерстистой (salsola lanata Pall.), гораниновией (horaninovia), гиргенсонией (girgensohnia) и другими.
Саксаул зайсанский это единственное дерево, использующее C4-фотосинтез для связывания углерода.

## Ботаническое описание
Ствол ветвистый и сильно искривлённый.
Ветви покрыты тонкими длинными зелёными побегами, заменяющими листья. Последние низведены до небольших чешуек.
Цветки мелкие, незаметные, сидят в пазухах чешуек; они состоят из пяти свободных листочков околоцветника, пяти тычинок и одного пестика с двумя — пятью рыльцами.
В завязи одна семяпочка, которая развивается в семя со спирально завитым зародышем.

## Значение и применение
В свежем виде веточки не поедается ни одним видом сельскохозяйственных животных. Только зимой после промерзания  охотно поедаются верблюдами однолетние веточки, поедание которых способствует нажировке. Овцы и козы поедают опавшие плоды и веточки лишь поздней осенью и зимой. Лошади и крупный рогатый скот едят только при бескормице. Попытки скармливания овцам чисто сухих веточек и веточек с примесью такой хорошей кормовой травы, как песчаная осока вызывало у животных жестокую диарею.
Почти круглый год поедается большой песчанкой (rhombomys opimus). Начиная с сентября до января плоды служат для неё основным кормом.
Из золы зелёных веточек добывали соду, количество которой обычно составляет до 8 % от веса золы. Зола зелёных веточек употреблялась при окраске пряжи для придания прочности краскам.
Древесина имеет специфический запах, чрезвычайно тяжёлая и прочная, но хрупкая, не годится на поделки, но даёт очень хорошее топливо. Топливо по своей теплотворности превосходит дуб и берёзу и немного уступает лучшему каменному углю. В золе содержится поташ, пригодный для варки мыла.
Широко используется как пескозащитное заграждение для дорог и берегов водоемов.

## Таксономия

### Синонимы
По данным The Plant List на 2019 год, в синонимику вида входят:
- Anabasis ammodendron C.A.Mey.
- Arthrophytum ammodendron (C.A.Mey.) Litv.
- Arthrophytum ammodendron var. aphyllum  Minkw.
- Arthrophytum haloxylon Litv.
- Haloxylon aphyllum (Minkw.) Iljin
- Pinus orientalis Falk, nom. illeg.